# Ladislau Bonyhádi
Ladislau Ludovic Bonyhádi (n. 25 martie 1923, Bonyhád, Țările Coroanei Sfântului Ștefan, Ungaria – d. 13 iunie 1997, Miami, Florida, SUA) a fost un fotbalist de etnie maghiară. A făcut parte din legendele clubului UTA Arad, fiind golgeterul Diviziei A de două ori, în 1947 și 1948. În sezonul de Divizia A 1947-1948 a înscris 49 de goluri, un record intern neegalat până astăzi. După UTA Arad a evoluat la echipe maghiare din eșaloane inferioare.

## Istoric
Bonyhádi a început să joace fotbal la Szeged FC și s-a alăturat lui Kolozsvári AC (Club Atletic Cluj, mai târziu Ferar Cluj) în 1941 în Nemzeti Bajnokság, divizia superioară a Ungariei unde a jucat până în 1943. Acolo și-a demonstrat pentru prima dată potențialul de goluri, cu CA Cluj a ajuns finalist al cupei. După o scurtă perioadă la Gamma FC Budapesta(1944), după război s-a întors la Ferar(1945-1946), la Cluj care a revenit României.
În 1946, Bonyhádi s-a mutat la ITA Arad în Divizia A, cea mai înaltă ligă de fotbal românească. Cu ITA a reușit să câștige campionatul României în 1947 și 1948, stabilind un record național cu 49 de goluri în sezonul 1947/48 care nu a fost depășit până în prezent. A fost și record european până când Messi a marcat 50 de goluri în sezonul 2011/2012.  În același an a câștigat și Cupa României. Deja în 1949 și-a încheiat cariera.

### Echipa națională
În ciuda faptului că a devenit de două ori golgheterul Diviziei A, Bonyhádi a fost convocat la doar trei meciuri pentru echipa națională de fotbal a României, dar nu a reușit să înscrie. A debutat pe 26 octombrie 1947 împotriva Poloniei. Ultimul meci internațional a fost împotriva Ungariei pe 6 iunie 1948, când România a suferit cea mai grea înfrângere din istoria sa internațională cu 9-0.

## Palmares

### Club
UTA Arad
- De două ori câștigător al Diviziei A (1946-1947, 1947-1948)
- Câștigător al Cupei României (1947-1948)

Club Atletic Cluj
- Locul 3: Campionatul Ungariei 1943–44
- Finalist: Cupa Ungariei 1944

### Individual
- De două ori golgeter al Diviziei A (1946-1947, 1947-1948)